# József Szendi
József Szendi (31. října 1921 Székesfehérvár – 23. července 2017 Veszprém) byl maďarský prelát římskokatolické církve.

## Životopis
Narodil se v Székesfehérváru v Maďarsku. Na kněze byl vysvěcen dne 24. prosince 1944. Od roku 1969 až do roku 1982 byl duchovním semináře v Ostřihomi. Byl jmenován apoštolským administrátorem arcidiecéze veszprémské, stejně tak, jako titulárním biskupem Stephaniaca dne 5. dubna 1982. Dne 21. dubna 1982  byl vysvěcen na biskupa. Dne 3. září 1983 byl jmenován arcibiskupem arcidiecéze veszprémské. V této funkci sloužil až do odchodu do důchodu dne 14. srpna 1997. Zemřel 23. července 2017 ve věku 95 let.